# Hemerotrecha bixleri
Hemerotrecha bixleri es una especie de arácnido  del orden Solifugae de la familia Eremobatidae.

## Distribución geográfica
Se encuentra en Arizona en (Estados Unidos).